# مكتبة كوينز العامة
مكتبة كوينز العامة (QPL) والتي تعرف أيضًا باسم مكتبة كوينز بورو العامة ومكتبة كوين (QL)، وهي المكتبة العامة لبلدة كوينز، وواحدة من ثلاثة أنظمة مكتبية عامة تخدم مدينة نيويورك، وهي أحد أكبر أنظمة المكتبات في العالم من حيث التداول، حيث أنها أقرضت 13.5 مليون قطعة في السنة المالية 2015، وتعد واحدة من أكبر المكتبات من ناحية حجم المجموعات، ووفقًا لموقعها، فإن المكتبة تحمل 7.5 مليون قطعة، منها 1.4 مليون قطعة في مكتبتها المركزية في جامايكا، كوينز، وقد سميت بـ «مكتبة سنة 2009» من قبل Library Journal.

## نبذة
على الرغم من أنه في عام 1858 كانت المكتبة قائمة على أساس الاشتراك، تم افتتاح المكتبة العامة الأصلية في شارع بارسونز بوليفارد في جامايكا عام 1930 وتمت توسعتها لاحقًا لتتألف من أربعة طوابقٍ باستعمال الفن المعماري لعصر النهضة، ويرجع تاريخ مكتبة كوينز حي فلوشينغ في إقليم كوينز عام 1858، وقد أصبحت مكتبة كوينز العامة واحدة من أوسع أنظمة المكتبات العامة في الولايات المتحدة، وتتألف من 62 فرعًا في أنحاء الإقليم، وتخدم مكتبة كوينز العامة سكان كوينز البالغ عددهم ما يقارب 2.3 مليون، بما في ذلك واحدة من أكبر المجموعات المهاجرة في البلاد. وبالتالي، فإن نسبة كبيرة من مجموعات المكتبة تكون بلغاتٍ غير الإنجليزية، وتحديدًا اللغة الإسبانية، والصينية، والكورية، والروسية، كما أن مكتبة كوينز العامة مستقلة عن كل مكتبة نيويورك العامة، والتي تخدم برونكس، ومانهاتن، وجزيرة ستيتن، وعن مكتبة بروكلين العامة والتي تخدم بروكلين فقط.

## التاريخ

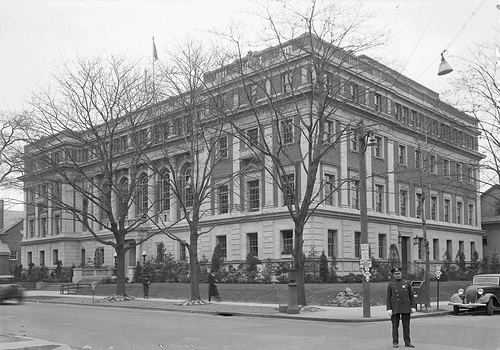
المكتبة المركزية القديمة

تم إنشاء أول مكتبة في بلدة كوينز عام 1858 في شارع فلوشينغ كخدمة اشتراك، وقد أصبحت مكتبة عامة مجانية عام 1869، وفي أواخر القرن التاسع عشر، تم إنشاء عدة مكتبات محلية في الجزء الغربي من بلدة كوينز،  وقد شكلت المكتبات في كل من أستوريا ولونج آيلاد سيتي وستاينواي مكتبة لون آيلاد سيتي العامة في 1896، لتصبح بذلك أول مكتبة متعددة فروع في كوينز، وفي عام 1901، بعد فترةٍ قصيرة من توحيد كوينز في مدينة نيويورك، اقترحت الحكومة صفقة جديدة لضم جميع المكتبات في كوينز إلى مكتبة كوينز العامة، وقامت جميع المكتبات العامة بالتوقيع على الاتفاقية ما عدا مكتبة فلوشنغ والتي بقيت مكتبة مستقلة حتى عام 1903، ولقد تم دمج مكتبة كوينز بورو العامة رسميًا في عام 1907.
ونظرًا للتباين الشاسع في الكثافة السكانية في كوينز، قامت مكتبة كوينز بورو العامة بافتتاح فروع صغيرة في واجهات المتاجر ومناطق التسوق كجزء من برنامج المكتبة المتنقلة عام 1906، وبفضل هذه الفروع نمت مكتبة كوينز بسرعةٍ كبيرةٍ، لتفتح في نهاية المطاف فروعًا رئيسة في كل حي من أحياء كوينز تقريبًا.
وتم افتتاح المكتبة المركزية الأصلية في شارع بارسونز بوليفارد في جامايكا عام 1930، وتمت توسعتها بتمويلٍ من وكالة Works Progress Administration  عام 1941، وكانت عبارة عن مبنىً مبهرٍ بأربعة طوابق على طراز عصر النهضة، وعلى الرغم من أناقة المكتبة إلا أن حجمها الصغير لم يستوعب الطلب وبالتالي تم استبدالها بمكتبة جديدة وأوسع في عام 1966، من خلال جهود مدير المكتبة هارولد دبليو تاكر.

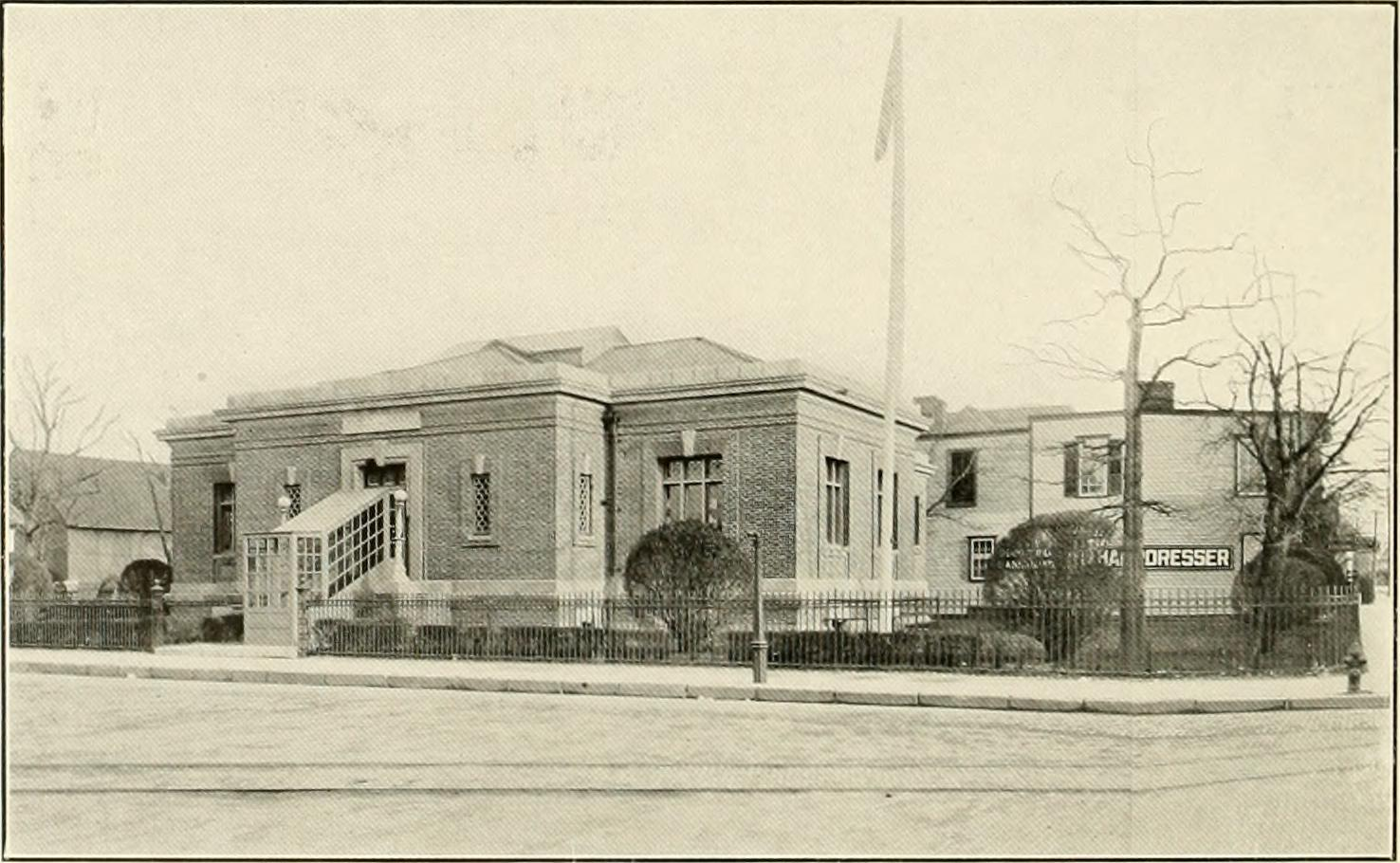
فرع Far Rockway الأصلي الذي دمّر نتيجة الحريق

تم استخدام 240 ألف دولار تبرع بها أندرو كارنيجي لبناء سبعة مكتبات لكارنيجي جديدة في عام 1904 وفي عام 1924 في أكثر المناطق الكثيفة سكانيًا في الإقليم، وأربعة من هذه المباني (أستوريا، بوبنهيزن، ريتشموند هيل ووودهيفن) لا تزال قيد الاستعمال، وتتميز بصلابتها الفخمة والتفاصيل الزخرفية الباهظة، وقد هُدِم مبنى فلوشنغ في فترة كارنيجي ليتم استبداله بمبنى أكثر حداثة في الخمسينات، وقد تدمر فرع Far Rockway نتيجة للحريق عام 1962. وقد تمت إضافة فروع المكتبة رويدا رويدا بتزامنٍ مع نمو سكان البلدة، وبحلول عام 1946، كان لمكتبة كوينز بورو العامة 44 فرعًا بالإضافة إلى المكتبة المركزية ومكتبة جوالة نشطة للغاية.
وتمت الموافقة على بناء العديد من الفروع الإضافية بين عامي 1954 و1965، ولكن لم يتم استئناف البناء نظرًا للأزمة المالية التي مرت بها مدينة نيويورك، وقد مُنح نظام المكتبة أمولاً إضافية من قبل خدمات المكتبة الفيدرالية وقانون البناء لاستئناف بناء المكتبة المركزية، وفروع فلوشنغ وFar rockaway، وقد عاد الاهتمام باستئناف بناء الفروع المقترحة في التسعينات، وفي عام 1998، تم افتتاح فرع مكتبة كوينز بورو العامة في فلوشنغ، بالإضافة إلى 4 فروع تم افتتاحها ما بين عام 1999 إلى عام 2007، وتم تخصيص أكثر من 269 مليون دولار كتمويل رأس مالي بين العامين الماليين 2005 إلى 2013.
وتمت إعادة تسمية مكتبة كوينز بورو العامة إلى مكتبة كوينز في وقتٍ ما في الماضي، وفي نيسان 2019 أعيدت تسميتها مجددًا إلى مكتبة كوينز العامة تحت الشعار الجديد «نحن نتحدث لغتك».

## الإدارة
ويتولى إدارة مكتبة كوينز العامة مجلس أمناء يتألف من 19 عضوًا تم تعيينهم من قبل عمدة مدينة نيويورك ورئيس منطقة كوينز. بينما رئيس البلدية، ورئيس الإقليم، ومراقب مدينة نيويورك، ومحامي نيويورك العام ينضمون إلى المجلس كأعضاء رسميين سابقين، ويتم تميل المكتبة من قبل المدينة والمنح الفيدرالية والحكومية، ومن خلال الأعمال الخيرية الخاصة، وقد تم تعيين دينيس والكوت رئيسًا ورئيسًا تنفيذيًا في آذار 2016.

## الفروع

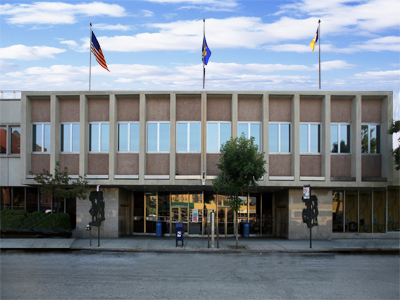
المظهر الخارجي للمكتبة المركزية

تضم مكتبة كوينز العامة 62 فرعًا، وسبعة مراكز لتعليم البالغين، ومركزين لمحو الأمية الأسرية، بالإضافة إلى مكتبة جوالة.

### المكتبة المركزية
وقد كانت المكتبة المركزية أول فرع رئيسي لمكتبة مدينة تضم جميع الخدمات العامة في مكانٍ واحد، وقد كلفت المكتبة 5.7 مليون دولار بمساحة 196 ألف قدم مربع (18,100 متر مربع)، وتم تجديد المكتبة وتوسيعها في عام 1989، وكان من المتوقع أن يكون هناك تجديد وتوسعة إضافيين في عام 2013، وقد صممت شركة 1100 Architect مركز اكتشاف مكتبة الأطفال المجاور للمكتبة الرئيسية وتم افتتاحه عام 2011
وتحتوي المكتبة المركزية مصادرًا تدعم التعليم والبحث في المرحلة الجامعية، ومجموعة تاريخ محلي (الأرشيفات في مكتبة كوينز) تضم آلاف الصور، الكتب والكتب المؤقتة التي لها علاقة بتاريخ كوينز والمقاطعات الأربعة في لونغ آيلاند، ومجموعات أخرى مميزة تتضمن معلومات عن الاستعداد للوظائف والبحث عنها والتدريب ومعلومات عن صحة المستهلك.

### مركز الموارد العالمي
كما أن مكتبة كوينز في فلوشنغ تحتوي على مركز الموارد العالمي (IRC)، والذي بدوره يحتوي على كتب، مجلات، أقراص مدمجة ودي في دي والتي تمثل ثقافاتٍ من جميع أنحاء العالم، وتحتوي مكتبة كوينز في فلوشنغ مجموعاتٍ كثيرة بلغاتٍ غير الإنجليزية، كاللغة البنغالية، والصينية، والفرنسية، والغوجاراتية، والهندية، والإيطالية، والكورية، والبرتغالية، والبنجابية، والروسية، والإسبانية والأردية.

### مركز مرجع التراث الأسود
تعد مكتبة لانجستون هيوز في حي كورونا موطنًا لمركز مرجع التراث الأسود، والذي يحوي مواد مكتوبة بواسطة، أو حول، أو من أجل، أو ذات صلة بثقافة السود، وتعد أكبر مجموعة من المواد المخصصة فقط لثقافة السود في ولاية نيويورك.

## أرشيفات مكتبة كوينز
والأرشيفات في مكتبة كوينز العامة، والتي كانت تعرف سابقًا باسم قسم لونغ آيلاند، هي مجموعة مميزة في مبنى المكتبة المركزية والتي تركز على تاريخ مقاطعة بروكلين، وكوينز، وناساو، وسوفولك، وتأسست هذه الدار للأرشيفات أول مرة في 1912، وتتألف من كتب ومنشورات وصحف حالية وتاريخية، ومخطوطات عائلية ومواد خاصة بسلسلة الأنساب، والخرائط والأطالس التاريخية بما فيها خرائط Belcher Hyde وSanborn Compay، وصور من أواخر القرن التاسع عشر وأوائل القرن العشرين، بالإضافة لمواد أرشيفية أخرى.

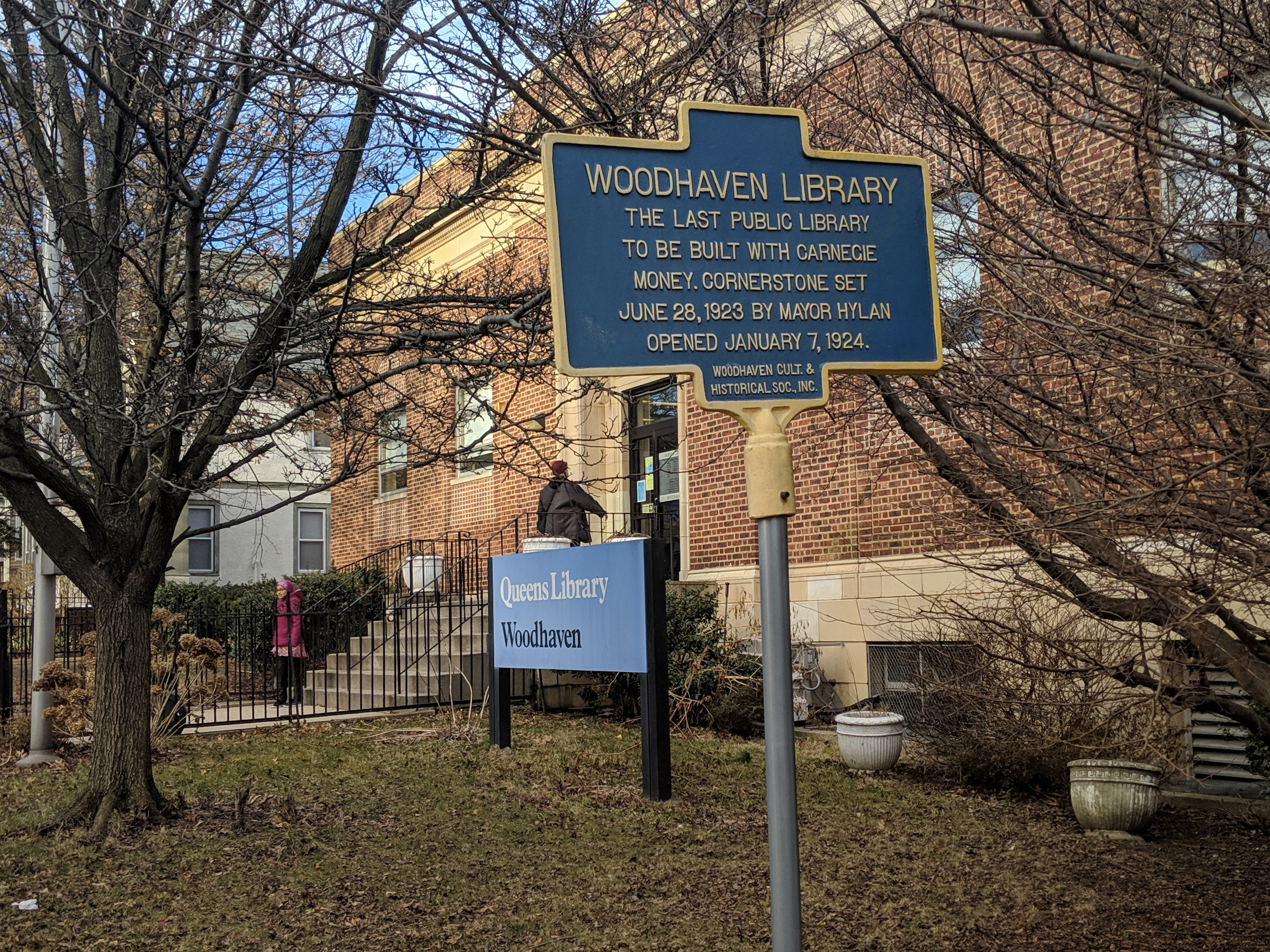
علامة تاريخية خارج فرع وودهيفن

مشروع كوينز ميموري، وهو مشروع أرشيف رقمي يهدف إلى تسجل وحفظ التاريخ المعاصر في منطقة كوينز، وهو جهد تعاوني بين كلية كوينز ومكتبة كوينز العامة التي تحتوي على مواد رقمية من الأرشيفات.

## البرامج والخدمات

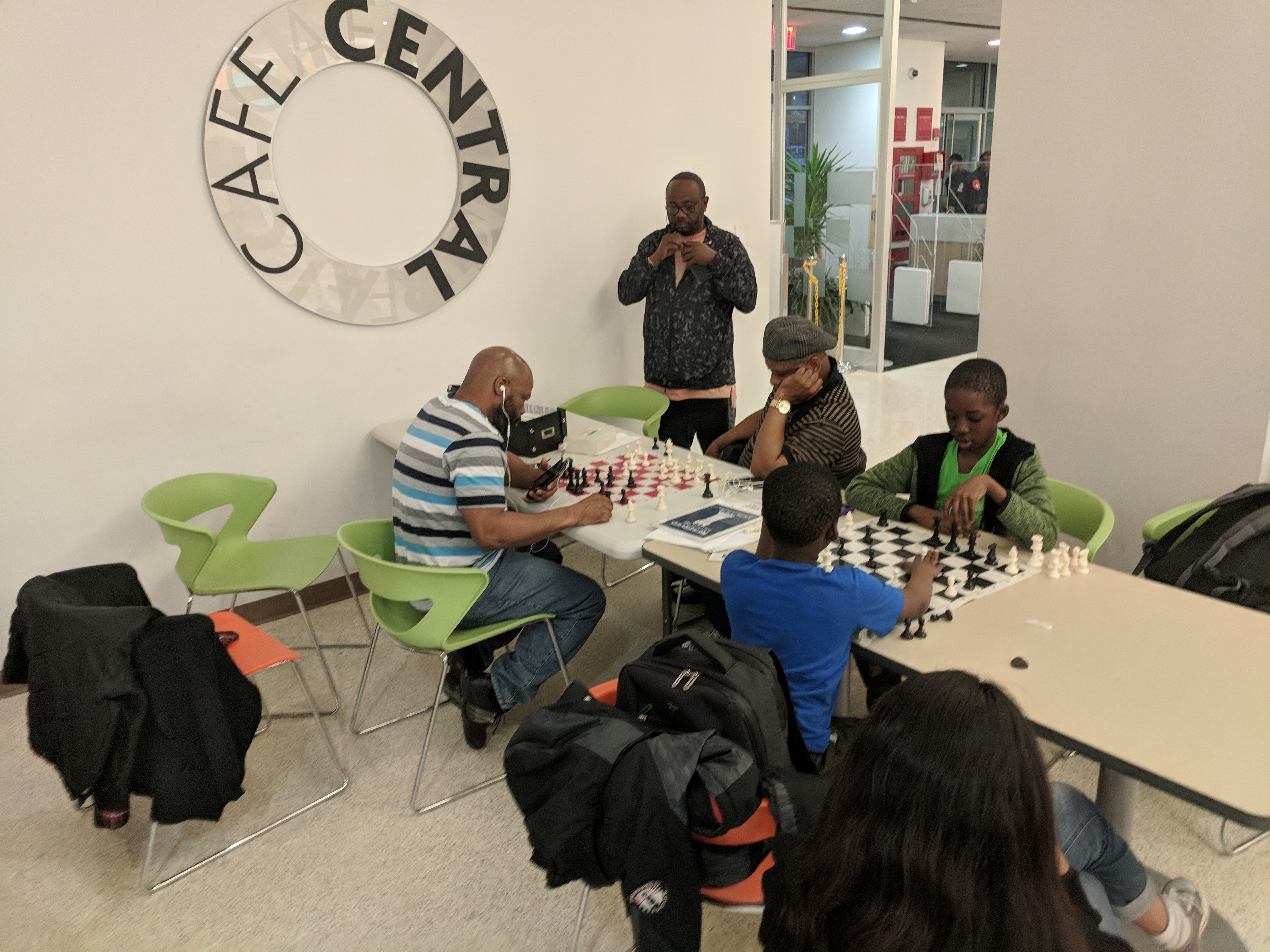
كافيتريا للاعبي الشطرنج

لطالما كانت مكتبة كوينز العامة تقدم خدمات متنوعة لمساعدة الأطفال والمراهقين

### برنامج STACKS
يشارك 18 فرعًا تابع لمكتبة كوينز العامة في برنامج STACKS، وهو منهج أساسي يعتمد على برنامج الإثراء بعد المدرسة، ويهدف البرنامج إلى توفير مواد الفروض المنزلية، ومعلمي الفروض المنزلية والمراقبين، ويوفر كل فرع من فروع مكتبة كوينز العامة تشكيلة من الأنشطة الإثرائية والنوادي للأطفال والمراهقين يوميًا.

### خدمات للمهاجرين الجدد
ولطالما كانت مكتبة كوينز العامة رائدة في مجال توظيف خدمات المكتبة لمساعدة الأمريكيين الجدد في تثقيفهم، وتتوفر مجموعات القراءة المشهورة ومجموعات الوسائط المتعددة بجميع لغات المهاجرين الأساسية في كوينز، ويتم تنظيف برامج مهارات التأقلم والفنون الثقافية بلغات المهاجرين لجذب الوافدين الجدد، ويلتحق الآلاف من الأشخاص صفوفًا رسمية لتعلم الإنجليزية وينضمون إلى مجموعات محادثة غير رسمية لتعزيز طلاقتهم في اللغة، وتتبع برامج محو الأمية الأسرية نهجًا يتضمن أجيالاً متعددة لتعلم الإنجليزية ويحوي معلومات عملية حول الحياة في مدينة نيويورك، كما أن البرامج التعليمية للتربية المدينة، وكيف تصبح مواطنًا، والبرامج التي تساعد المهنيين المولودين خارج الدولة في الحصول على شهادات أمريكية، والعديد من البرامج التعليمية والإعلامية والتثقيفية تجعل من مكتبة كوينز العامة مثالاً يحتذى به للمكبات في جميع أنحاء العالم.

### خدمات الباحثين عن وظائف

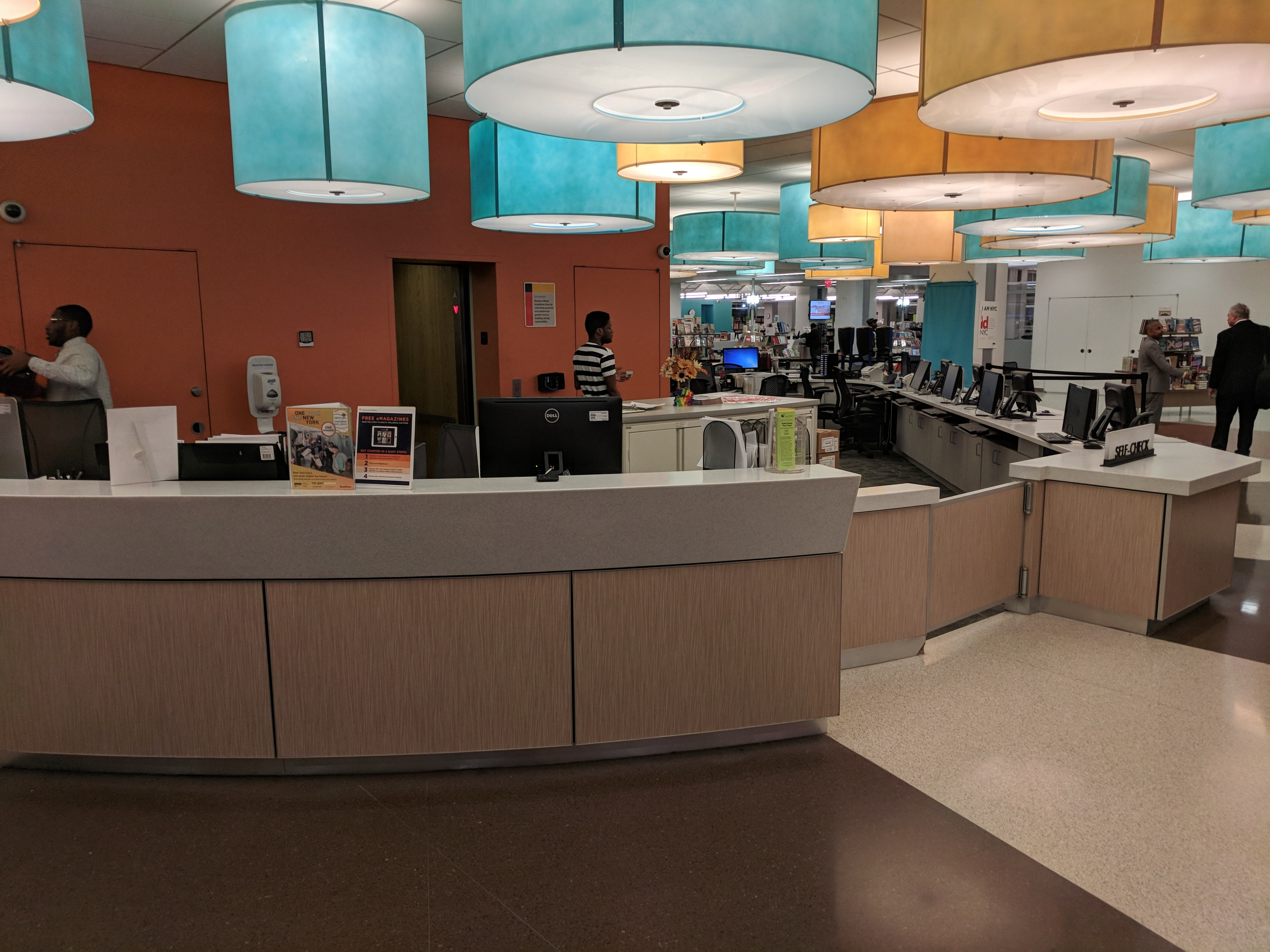
داخل المكتبة المركزية

تقدم مكتبة كوينز العامة مساعدة مكثفة لأولئك الذين يبحثون عن وظائف أو/ويريدون تحسين مهاراتهم الوظيفية، وتتضمن الخدمات المجانية تقييمات شخصية وعبر الإنترنت فيما يخص المهارات الوظيفية، وورش عمل لعشرات من المواضيع والتي تحسن من المهارات الحاسوبية، والتعليم عن بعد الذي يؤدي إلى الحصول على شهادة مهارات وظيفية احترافية، مراجعة السيرة الذاتية، التهيؤ للمقابلة، والمساعدة في البحث عن الوظيفة، وعبر شراكة مع Workforce 1، تتوفر خدمة المساعدة للبحث عن وظيفة في فرع فلوشنغ وقرب المكتبة المركزية في جامايكا.

### صحة المستهلك
تقدم مكتبة كوينز العامة معلومات عن صحة المستهلك في جميع مواقع المكتبة، من خلال Queens Library HealthLink وLibrary ConnectCare، سيحصل مستخدمي المكتبة على المساعدة في البحث على فحوصات صحية مجانية أو منخفضة التكلفة أو/ومواعيد مقدمي الرعاية الصحية الأولية، بصرف النظر عن التأمين.

## وصلات خارجية
- Queens Public Library
- Queens Public Library Archives
- Mar 2016.pdf Queens Library Fact Sheet updated Mar. 2016